# Marguerite (prénom)

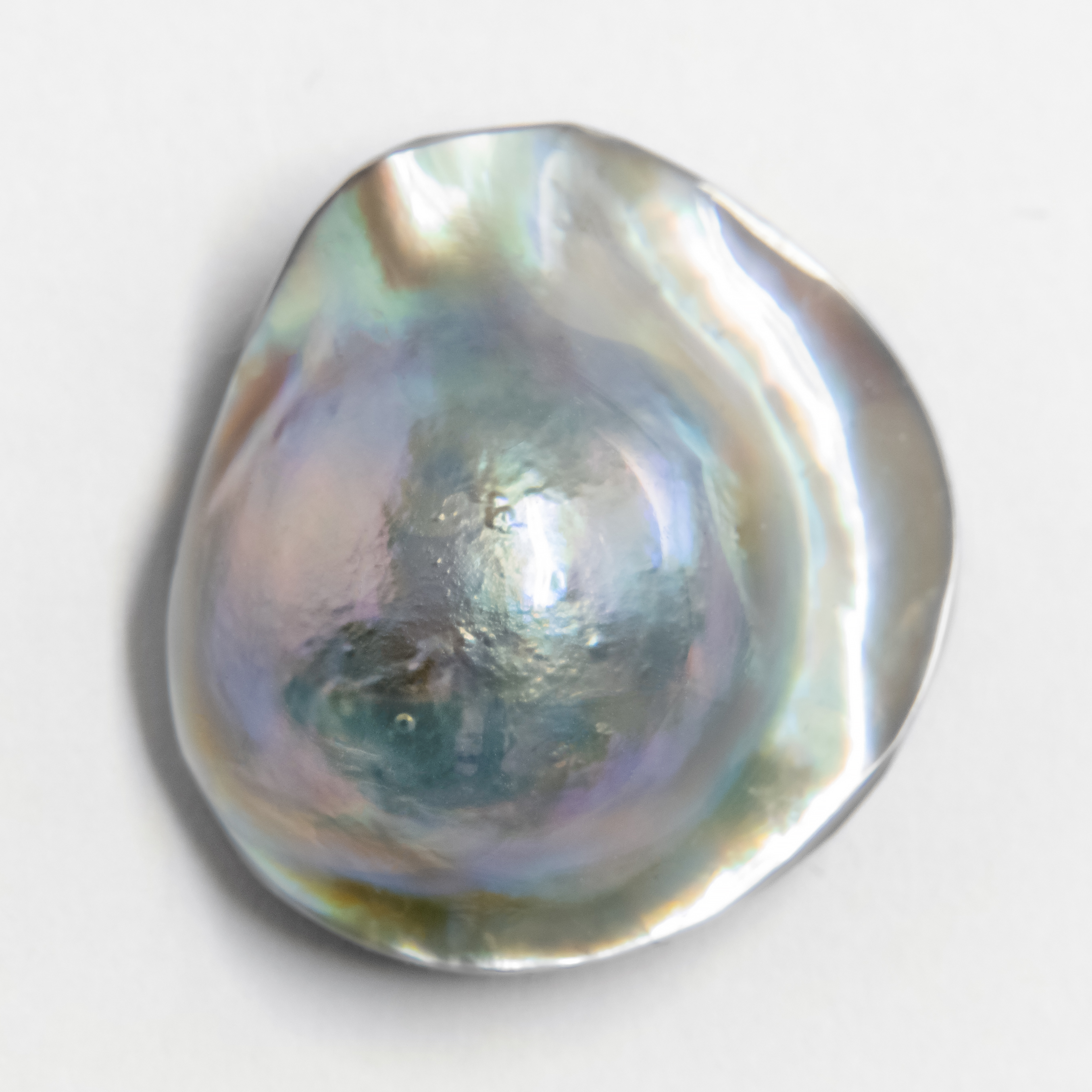
Une perle, dont Marguerite conserve ce sens, dérivé des origines latine et grecque.

Pour les articles homonymes, voir Marguerite.
Cette page présente le prénom Marguerite ainsi que ses variantes.
Marguerite est un prénom féminin. 

## Étymologie
Marguerite est issu du latin Margarita, emploi particulier de margarita, lui-même emprunté au grec ancien μαργαρίτης (margarítes), d'origine orientale, qui signifie « perle » et que l'on retrouve notamment dans l'expression tirée de l'évangile selon Matthieu  « neque mittatis Margaritas vestras ante porcos » qui se traduit par « ne jetez pas vos perles devant les pourceaux ». La racine, hypothétiquement babylonienne, signifie peut-être « fille de la mer ».

## Date de fête
Les Marguerite sont fêtées le 16 novembre, et aussi les 12 janvier, 3 février, 17 juillet, 20 juillet, 16 octobre selon la sainte dont il est fait mention.

## Variantes
On rencontre les variantes ou diminutifs Daisy, Gaud, Greta, Gretchen, Magali, Magalie, Maguy, Magosha, Margaux, Marge, Margot, Marjorie, Megane, Meggy, Peggy et Rita.

## Noms de famille français
Margueritte, Margerie, Margerit, Marguerie, etc.

### Variantes linguistiques
- allemand : Margarete, Grete, Gretel, Gretchen
- anglais : Margaret, Margrett, Meggie, Peggy
- arabe levantin : مارغريت (Mārġrīt / Marguerite)
- breton : Marc'harid ou Marc'harit, Gaït ou Gaïd
- catalan : Margarida, Margalida
- danois : Mette, Margrethe
- castillan : Margarita
- espéranto : Margareta
- finnois : Maarit, Marketta, Maritta, Reetta, Maaret, Reeta
- grec : Margharita, Marina
- haut-sorabe : Marhata
- hongrois : Margit
- irlandais : Maighread, Mairéad
- italien : Margherita
- lorrain : Guite, Guerite, Guiguite
- néerlandais : Margaretha, Margriet
- normand : Marguerie
- norvégien : Marit
- occitan : Margalida, Margarida, Magali, Magalòna
- polonais : Małgorzata
- portugais : Margarida
- poitevin : Margarite
- provençal : Magali
- roumain : Margareta
- russe : Маргарита
- serbe : Rada
- slovène : Marjeta, Marjetka, Marjetica
- slovaque : Margaréta
- tchèque : Markéta
- ukrainien : Marharyta (Маргарита)

## Popularité du prénom
À partir du Moyen Âge, le prénom est le prénom le plus donné après « Marie  » du XIIe au XVIIIe siècle car il est donné aux filles issues d'une grossesse qui s'est bien déroulée, en l'honneur de sainte Marguerite, patronne des femmes en couche, aussi bien dans les milieux nobles que roturiers.

## Personnalités prénommées Marguerite
- Pour l'ensemble des articles sur les personnes portant ce prénom, consulter :
  - la liste des articles dont le titre commence par ce prénom
  - les listes produites par Wikidata : Liste des personnes de prénom « Marguerite » — même liste en incluant les éventuels prénoms composés qui contiennent « Marguerite ».

### Saintes chrétiennes
Voir Sainte Marguerite , page d'homonymie

### Princesses et souveraines
Marguerite a été le prénom porté par plusieurs princesses et souveraines : 
- Anjou : 
  - Marguerite d'Anjou (1273-1299)
- Autriche :
  - Marguerite d'Autriche (1480-1530), gouvernante des Pays-Bas Espagnols.
  - Marguerite d'Autriche (1584-1611), reine d'Espagne.
- Bavière :
  - Marguerite de Bavière , page d'homonymie
- Bourgogne :
  - Marguerite de France (1310-1382)
  - Marguerite de Bourgogne , page d'homonymie
- Constantinople :
  - Marguerite de Constantinople (1202-1280), comtesse de Flandre et de Hainaut.
- Danemark :
  - Marguerite Ire de Danemark (1353-1412)
  - Marguerite II de Danemark, née en 1940, reine de Danemark.
- Écosse :
  - Marguerite d'Écosse
- Espagne :
  - Marguerite-Thérèse d'Autriche (1651-1673), impératrice
  - Marguerite Vargas Santaella (1983), épouse de Louis de Bourbon (1974), duc d'anjou et prétendant légitimiste au trône de France.
- Flandre :
  - Marguerite de Flandre , page d'homonymie,
- France :
  - Marguerite de Valois (1295-1342)
  - Marguerite de Valois (1407-1458)
  - Marguerite de France (1492-1549), reine de Navarre, La marguerite des Marguerite.
  - Marguerite de France (1553-1615), reine de Navarre et de France,la reine Margot.
- Hollande :
  - Marguerite de Hollande, (1311-1356), comtesse de Hainaut et de Hollande, épouse de Louis IV de Bavière.
- Lorraine et Barrois :
  - Marguerite de Vaudémont (1305-1333).
  - Marguerite d'Anjou (1429-1482), reine d'Angleterre.
  - Marguerite de Lorraine-Vaudémont (1463-1521).
  - Marguerite de Lorraine duchesse d'Orléans, "Madame"(1615-1672).
- Italie :
  - Marguerite de Savoie-Gênes (1851-1926) reine d'Italie (inspiratrice de la pizza margherita).
- Norvège :
  - Mette-Marit Tjessem Høiby (née en 1973), épouse du prince royal Haakon de Norvège.
- Parme :
  - Marguerite de Parme (1522-1586), duchesse de Florence, de Parme et de Plaisance, gouvernante des Pays-Bas.
  - Marguerite de Parme (1847-1893), fille du roi des Deux-Siciles Ferdinand Ier et épouse du prétendant légitimiste « Charles XI ».
- Provence :
  - Marguerite de Provence, (1221-1295), reine de France.
- Royaume-Uni :
  - Marguerite d'York (1446-1503), épouse de Charles le Téméraire, duc de Bourgogne.
  - Marguerite Windsor (1930-2002), sœur cadette de la reine Élisabeth II.
- Saxe :
  - Marguerite de Saxe (1840-1858) archiduchesse d'Autriche, belle-sœur de l'empereur François-Joseph Ier d'Autriche.
- Silésie :
  - Marguerite de Silésie, (1342-1386), épouse d'Albert Ier de Bavière.

mais aussi :
- Marguerite de Meudon, fille du Chevelier Jean de Meudon, sœur de Bureau de Meudon et épouse de Jean de Gaillonet Chevalier Chambellan du Roi.

### Écrivains
- Marguerite d'Angoulême, reine de Navarre, sœur aînée du roi François Ier de France, écrivain français.
- Marguerite Yourcenar (1903-1987), écrivain français.
- Marguerite Duras (1916-1994), écrivain français.

### Autres personnalités
- Marguerite Steinheil (1869-1954), salonnière française.
- Margaret Thatcher (1925-2013), femme politique britannique.
- Margot Frank (1926-1945), sœur de la mémorialiste Anne Frank (1929-1945) et comme elle morte en déportation.
- Margot Kidder, (1948-) actrice et productrice canadienne.
- Margot Wallström,(1954-) commissaire européen suédois, chargé de l'environnement (1999-2004).
- Margarita Mimi Baez, (1945-2001), chanteuse folk et militante.

## Arts
Marguerite est le prénom de l'héroïne :
- de la pièce de théâtre de Goethe, Faust (1808-1832) qui inspira divers œuvres musicales, dont les opéras d'Hector Berlioz, La Damnation de Faust (1846) et de Charles Gounod, Faust (1859).

- du roman La Dame aux camélias (1846) d'Alexandre Dumas.
- du roman Le Maître et Marguerite (paru en 1967) de Mikhaïl Boulgakov.